# Jules Védrines
Pour les articles homonymes, voir Védrines.
Charles Toussaint Védrines, dit « Jules », né à Saint-Denis (alors département de la Seine, actuelle Seine-Saint-Denis) le 29 décembre 1881 et mort le 21 avril 1919 à Saint-Rambert-d'Albon (Drôme), est un aviateur français.

## Biographie

### Belle Époque
Charles Toussaint Védrines naît le 29 décembre 1881 à Saint-Denis.
Commençant à travailler dès l'adolescence, Jules Védrines fut d'abord ouvrier couvreur puis plombier zingueur avant de suivre des cours du soir à l'institut Catholique des Arts et Métiers de Lille (ICAM). Passionné par les exploits aéronautiques des pionniers de l'air, dès 1908, il n'a plus qu'un désir : voler ! Après avoir exercé plusieurs métiers le rapprochant de l'industrie aéronautique, il devient fin 1909 metteur au point aux usines Gnome,. Mécanicien de premier ordre au tempérament bien trempé, il se fait repérer à l'école Farman du camp de Châlons en 1910 par l'extravagant pilote-acteur britannique Robert Loraine (en). Il profite de l'occasion pour mettre suffisamment d'argent de côté pour passer son brevet. Il passe son brevet de pilote à Pau à l'école Blériot fin novembre en seulement cinq leçons et dans sa réunion du 7 décembre 1910 l'Aéro-club de France lui décerne le brevet no 312.
Le 11 mars 1911, il effectue à bord d'un Morane-Borel le vol Toulouse-Carcassonne et devient ainsi le premier aviateur de l'Aude.
Le 23 mars 1911, il survole Paris et, à basse altitude, le cortège de la mi-Carême, sur lequel il lance une pluie de fleurs.

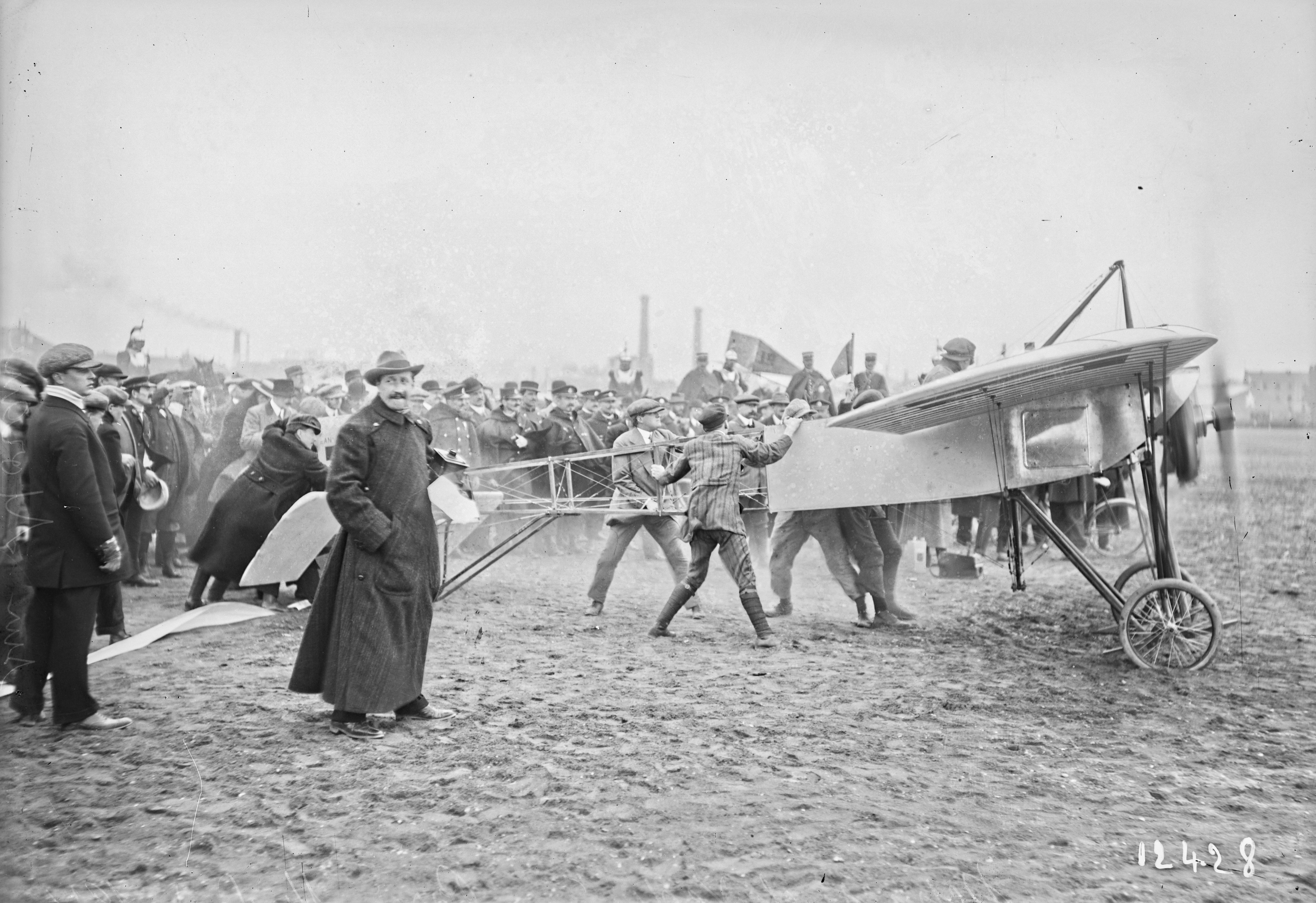
Départ de Jules Védrines sur Morane pour Paris-Madrid 1911.

Embauché chez Morane, il gagne la course Paris-Madrid, course de 1 197 kilomètres à vol d'oiseau organisée par le journal Le Petit Parisien, le 26 mai 1911 avec un monoplan Morane-Saulnier A à moteur rotatif Gnome de 70 chevaux et empoche la coquette somme de 100 000 francs pour cet exploit, soit la moitié de la dotation totale prévue pour cette course. À cette occasion, il empoche la seconde prime de la Coupe Pommery en volant sur une distance de 394 km de Paris à Angoulême.
Avide de trophées, deux jours plus tard, le 28 mai 1911, il s'envole déjà pour cette fois tenter de remporter la course du Petit Journal Paris – Rome – Turin, soit une distance à parcourir de 2 095 kilomètres.
En août 1911, l'aviateur prend part au grand prix Deutsch, à cette occasion, le 28 août 1911, il va avoir un accident : devant se poser d'urgence à la suite d'une panne moteur, il va endommager son aéroplane monoplan.

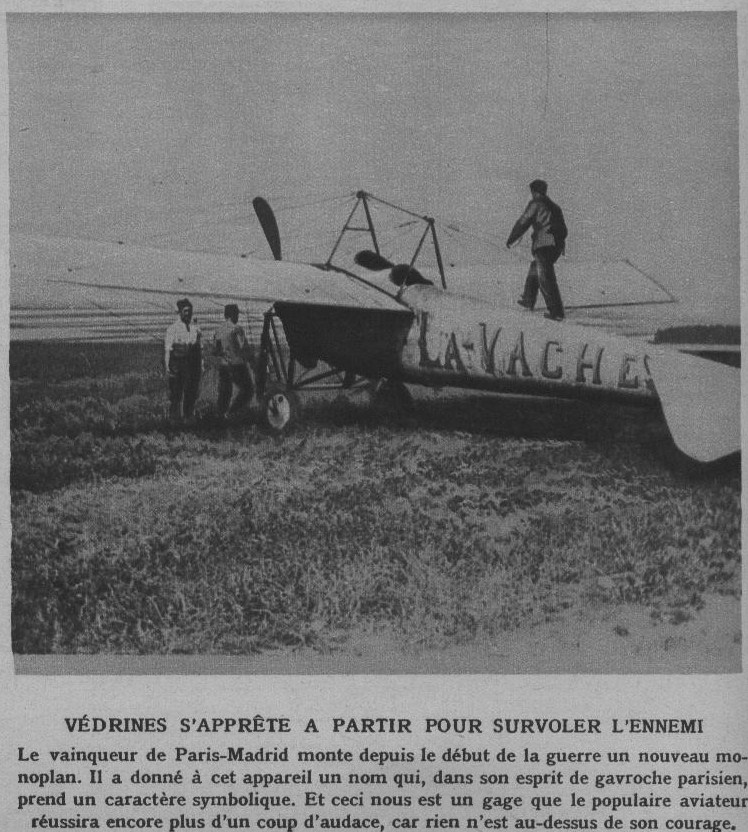
Jules Védrines sur son Blériot XLIII baptisé la vache, novembre 1914.

D'origine auvergnate, Jules Védrines était marié à une Creusoise, née à Paris, Amélie Mélanie Noémie Lejeune, dont la famille réside au  hameau dit « Le Mont », commune de Bussière-Dunoise. Il eut de cette union quatre enfants : Jeanne, Henri, Suzanne et Émile. En 1911, Jules Védrines a atterri à Bussière à bord de son Morane-Borel alors qu’il participait au rallye aérien Paris-Pau, en partie à cause du brouillard et en partie pour voir sa famille. Une stèle a été érigée à l’endroit même où Védrines a atterri. Celle-ci représente une aile du Morane et, en son centre, le visage stylisé et évidé de Védrines qui laisse voir au travers la bourgade de Bussière-Dunoise, une partie du moteur et une demi-hélice.
Poussé par ses amis, dont le journaliste sportif Jacques Mortane, il s'engage en politique début 1912 pour Donner des avions à la France afin de promouvoir le développement de l'arme aérienne, il est l'un des principaux acteurs de la souscription nationale en faveur de l'aviation, souscription sans égale à ce jour qui rapportera plus de 200 appareils à la nation entre 1912 et 1913. C'est avec cette motivation, qu'il se présente aux élections législatives partielles de Limoux en mars 1912. Sa campagne menée partiellement en se déplaçant de commune à commune en avion, fait sensation et ses partisans sont nombreux. Mais il doit s'incliner de quelques centaines de voix seulement devant Jean Bonnail, le représentant du candidat sortant. Devant ce qui apparaît comme un « vol » électoral aux yeux de ses partisans, de véritables émeutes éclatent nécessitant l'intervention d'un fort contingent militaire durant plusieurs jours. Il doit se résoudre à l'échec et il ne sera pas plus élu en mai 1914 lorsqu'il se représente dans la même circonscription. Cependant, il est adopté par la population locale qui avait mené tambour battant la première élection au son d'une chanson occitane toujours populaire aujourd'hui, créée pour l'occasion sur l'air de la valse brune : La cançon de Vedrina [archive]. Il installe sa femme et ses enfants à Limoux qui résideront dans la ville audoise de 1913 à 1918.
Parallèlement, le 13 janvier 1912, à Pau, il bat le record de vitesse pure en avion : sur un avion Deperdussin de type monoplan à moteur Gnome de 100 chevaux et bougies Oléo, il atteint la vitesse de 145,177 km/h. Le 22 février 1912, il se joue une nouvelle fois de la vitesse, parvenant ainsi à couvrir 159,303 kilomètres en une heure avec un monoplan Deperdussin à moteur Gnome de 140 chevaux.
Mais le 29 avril 1912, il s'écrase rue de l'Yser, à proximité de la voie ferrée à Épinay-sur-Seine au cours d'un trajet Douai-Madrid qu'il comptait réaliser pour tenter de s'emparer de la Coupe Pommery. Il est grièvement blessé lors du crash de son monoplan Deperdussin, à la suite de la panne de son moteur de 100 chevaux, mais il tiendra tout de même quelque temps après son propre rôle dans un film réalisé aux studios Éclair, intitulé Le Roman de Védrines.

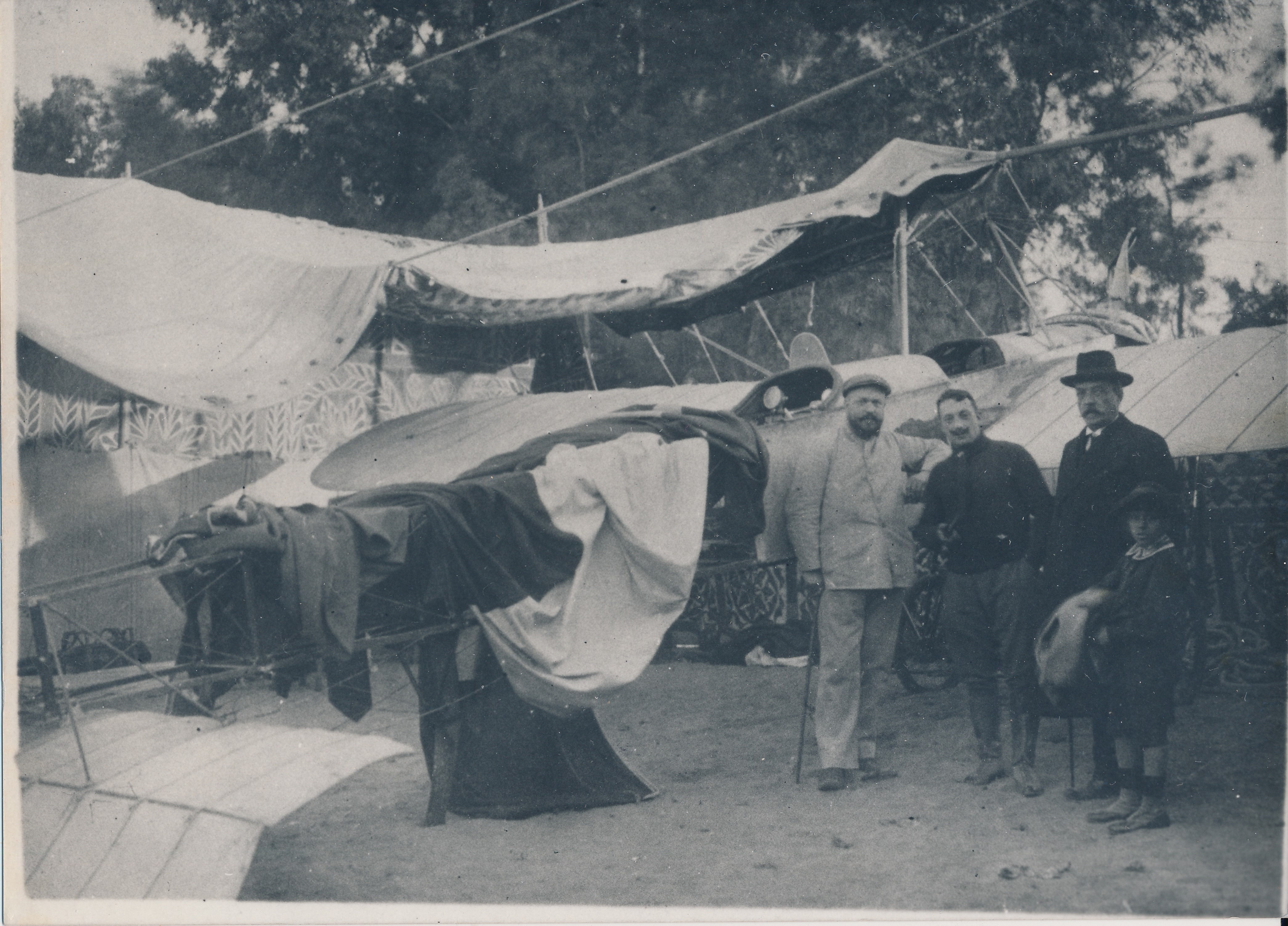
Jules Védrines au Caire, devant son avion avec Paillard (à g.), le journaliste Jules Munier (à d.) et Henri Mosseri (enfant).

Deux ans plus tard, du 20 novembre au 29 décembre 1913, il réalise la première liaison aérienne France-Égypte (avec escales) à bord de son monoplan Blériot. Il part de Nancy le 20 novembre et arrive au Caire le 29 décembre, devenant au passage le premier pilote à se poser à Beyrouth au Liban.

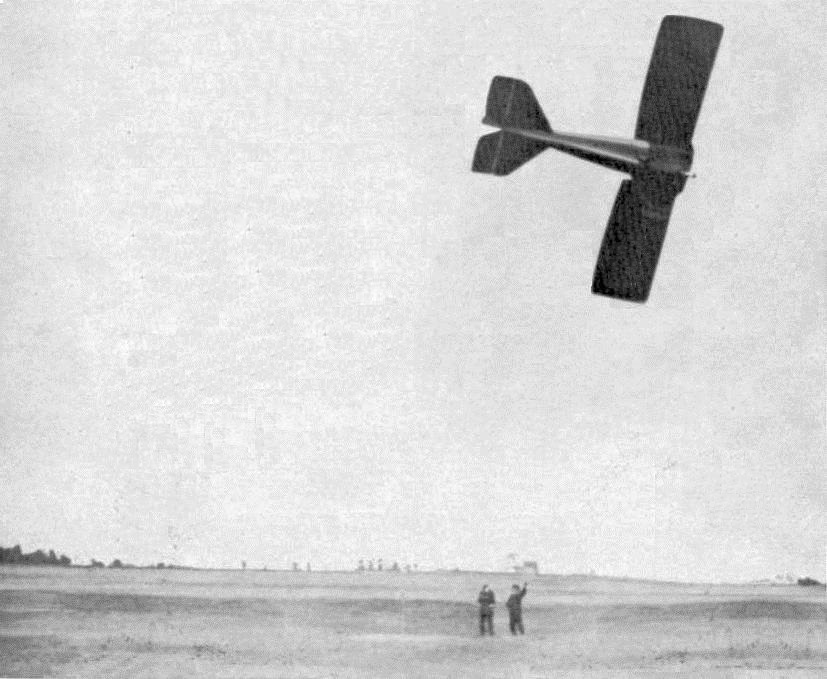
Védrines en septembre 1912, à Chicago (RM de vitesse).

Le 1er avril 1914, son frère Émile se tue en avion à Reims.

### Première Guerre mondiale
Pendant la Première Guerre mondiale, il est mobilisé dans l'aviation, à l'âge de trente-deux ans. Il signe ses avions d'une tête de vache ou de l'inscription « la vache », sans doute en souvenir de ses origines limousines et aussi peut-être en guise de provocation.
Affecté le 8 janvier 1915 avec le grade de caporal à l'escadrille MS.3, connue sous le nom d'escadrille des Cigognes, il accueille et forme au combat, en 1915, Georges Guynemer. Védrines, nommé adjudant le 7 octobre 1915 outre ses missions de combat au-dessus de Verdun, sera décoré pour ses fonctions d'instructeur. Il se spécialise dans des missions difficiles, voire impossibles, comme le convoyage d'espions français derrière les lignes allemandes puis leur récupération.
Le 31 août 1916, Védrines se laisse photographier par Carlo Verbessem, un pilote de chasse belge. Très fier, il est aux commandes d'un triplan Astoux sur le terrain de la base « belge » de Villesauvage. En remerciement de la dédicace accordée par Védrines, Verbessem lui accorde un chapitre dans son journal de guerre (publié en 1999 par Robert Sainte). Plusieurs photos de cet avion conçu par l'ingénieur Astoux (publiées dans le journal de guerre de Carlo Verbessem), considéré par les Français comme une arme secrète et d'avenir, furent réalisées par Verbessem, mais les essais de celui-ci ne furent pas concluants. Cet avion était équipé d'un mécanisme actionnant les ailes, trop tortueux à utiliser ; et il n'avait pas non plus de freins, comme sur les premiers modèles d'avion. Après son premier vol d'essai du 26 juillet, terminé par son capotage dans les champs, « Julot » Védrines - contusionné - a déjà compris que l'appareil (dont il détient conjointement avec Astoux plusieurs brevets) n'était pas fiable. Néanmoins, le 31 août, il laisse Verbessem photographier le triplan et tente un essai sans aucune manœuvre hardie. Le lendemain, il effectue encore un nouvel essai où l'appareil se comporte comme s'il était piloté par un novice en panique. À sa descente d'avion, il déclare aux autorités que « cette machine est aussi capable de voler qu'un tracteur agricole... ». Les responsables sont très choqués par ses propos. Malheureusement, ils n'en tiendront pas compte, ce qui provoqua le 16 septembre 1916 la mort du jeune pilote André-Ernest Simon (1895-1916) qui ne prit hélas, secret oblige en période de guerre, aucun contact avec Védrines avant de monter dans cet avion. À titre posthume, il reçut une quatrième palme pour sa croix de guerre. Il fut enterré à Étampes (division C7).
Cité trois fois à l'ordre de l'Armée, il est nommé officier (sous-lieutenant) le 26 juin 1918.

### Entre-deux-guerres et décès

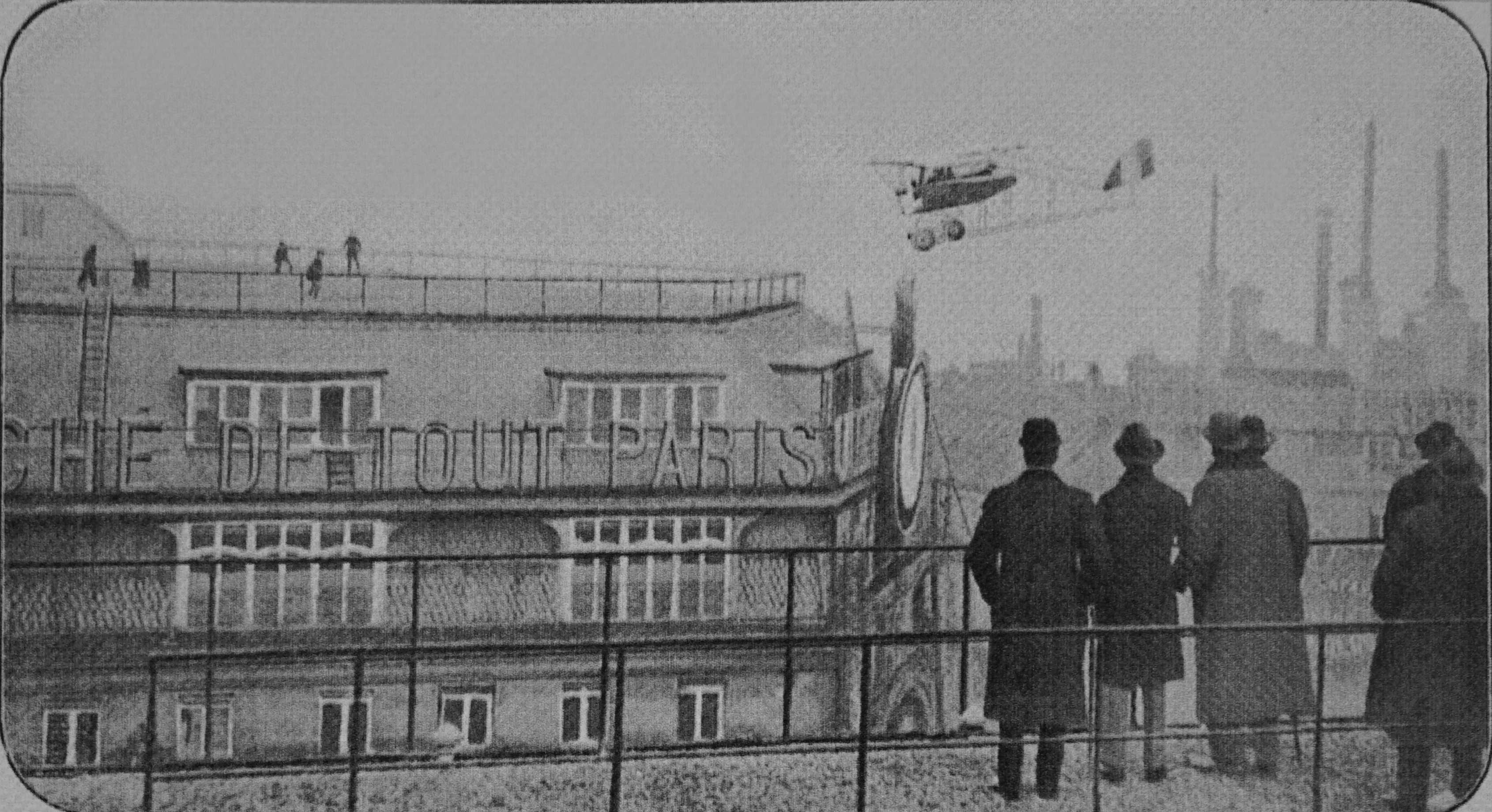
Jules Védrines atterrit sur le toit des Galeries Lafayette.

Le 19 janvier 1919, il se pose à bord d'un « Caudron G III » sur le toit des galeries Lafayette du boulevard Haussmann (une terrasse de 28 mètres sur 12), malgré l'interdiction de la préfecture de Paris. Le défi a été lancé par les grands magasins. Il empoche ainsi le prix de 25 000 francs offert pour cet exploit, mais est verbalisé par la police par une amende de 16 francs. Une stèle commémore l’événement.
Le 21 avril 1919, lors du vol d'inauguration de la ligne Paris-Rome à bord d’un bimoteur Caudron C-23, un des deux moteurs de l'avion tombe en panne et celui-ci s'écrase à Saint-Rambert-d'Albon. Jules Védrines et son mécanicien Guillain ne survivent pas. Il est enterré au cimetière parisien de Pantin en grande pompe.
Son fils, Henri Védrines, sera député de l'Allier, au Parti communiste français (PCF).

## Distinctions
- Chevalier de la Légion d'honneur
- Croix de guerre 1914–1918
- Médaille militaire

### Filmographie
- 1910 : Dans les airs, de Jean Durand
- 1912 : L'Enlèvement en hydroaéroplane de Max Linder
- 1913 : Les Fiancés de l'air, de Léonce Perret
- 1916 : Max dans les airs, de René Leprince et Max Linder